# Арзуманов, Сурен Александрович
Сурен Александрович Арзуманов (26 сентября 1980, Кизляр, Дагестанская АССР, РСФСР, СССР) — российский армрестлер, двукратный чемпион Европы.

## Спортивная карьера
Армрестлингом занимается с 1997 года. После окончания школы проходил срочную службу в рядах Вооружённых сил Российской Федерации в спортивной роте в Ростове-на-Дону. В середине марта 2001 года завоевал серебряную медаль чемпионата России в Махачкале. В начале июля 2001 года в Швеции дважды стал чемпионом Европы, как на правой, так и на левой руке в весовой категории до 110 кг. 

## Личная жизнь
В 1997 году окончил кизлярскую среднюю школу №4. В 2006 окончил кизлярский филиал Санкт-Петербургского государственного инженерно-экономического университета.